# Лаутрах
Лаутрах (нем. Lautrach) — община в Германии, в земле Бавария. 
Подчиняется административному округу Швабия. Входит в состав района Нижний Алльгой. Подчиняется управлению Иллервинкель.  Население составляет 1178 человек (на 31 декабря 2010 года). Занимает площадь 8,07 км².